# Six Feet Down Under Part II
Six Feet Down Under Part II — лімітований ювілейний концертний міні-альбом американського хеві-метал-гурту Metallica. Це друга частина попереднього концертного міні-альбому гурту, Six Feet Down Under, і він був випущений ексклюзивно в Австралії та Новій Зеландії 12 листопада 2010 року на лейблі Universal Music. Як і попередній міні-альбом, він продавався лише в музичних магазинах Trans-Tasman, інтернет-магазині Metallica та iTunes, і містить вісім пісень з ранньої частини туру Австралією та Новою Зеландією у 2010 році, за які проголосували члени фан-клубу Metallica, що мешкають у цих регіонах.

## Трек-лист
| #     | Назва                       | Recorded                                                                      | Тривалість |
| ----- | --------------------------- | ----------------------------------------------------------------------------- | ---------- |
| 1.    | «Blackened»                 | October 16, 2010 at the Brisbane Entertainment Center, in Brisbane, Australia | 6:27       |
| 2.    | «Ride the Lightning»        | October 14, 2010 at the Vector Arena, in Auckland, New Zealand                | 7:10       |
| 3.    | «The Four Horsemen»         | September 18, 2010 at the Acer Arena, in Sydney, Australia                    | 5:20       |
| 4.    | «Welcome Home (Sanitarium)» | September 15, 2010 at the Rod Laver Arena, in Melbourne, Australia            | 6:23       |
| 5.    | «Master of Puppets»         | October 16, 2010 at the Brisbane Entertainment Center, in Brisbane, Australia | 8:24       |
| 6.    | «...And Justice for All»    | October 18, 2010 at the Brisbane Entertainment Center, in Brisbane, Australia | 9:08       |
| 7.    | «Fade to Black»             | September 18, 2010 at the Acer Arena, in Sydney, Australia                    | 7:33       |
| 8.    | «Damage, Inc.»              | September 22, 2010 at the CBS Canterbury Arena, in Christchurch, New Zealand  | 5:25       |
| 55:44 |                             |                                                                               |            |

## Персонал
- Джеймс Хетфілд — вокал, ритм-гітара
- Кірк Хамметт — соло-гітара, бек-вокал
- Роберт Трухільйо — бас, бек-вокал
- Роберт Трухільйо — бас, бек-вокал